# DNOC

DNOC

El DNOC y sus sales (tales como sal de amonio, sal de potasio y sal de sodio),  nombre químico: 4,6-dinitro-o-cresol, es un plaguicida prohibido en todas sus formulaciones y usos por ser dañino para la salud humana y el ambiente.

## Resumen de la medida de prohibición
Prohibida la producción, uso y comercialización de todos los productos de protección de plantas que contengan DNOC desde el 2004. 
El DNOC está designado como un producto químico CFP.
Está permitida la tenencia y uso del producto químico para la investigación o propósitos de laboratorio en cantidades menores de 10 kg.

## Peligros y  riesgos conocidos respecto a la salud humana
El DNOC ha causado envenenamiento agudo en el ser humano. Los síntomas asociados con la toxicidad del DNOC son: inquietud, sensación de calor, piel sonrojada, sudoración, sed, respiración profunda y rápida, taquicardia, aumento considerable de la temperatura corpórea y cianosis que da lugar a colapso, coma y muerte. Los efectos aumentan según aumenta la temperatura ambiental. Estos efectos son consistentes con el mecanismo de acción propuesto del DNOC.

## Peligros y riesgos conocidos respecto al medio ambiente
El DNOC tiene bajo efecto para los microorganismos del terreno a los grados de aplicación recomendados. La toxicidad aguda para los organismos acuáticos es muy variable, incluso dentro de grupos animales con valores de LC50 que varían de 0,07 a 5,7 mg/L; los peces fueron las especies más sensibles en pruebas de laboratorio. Los rateos de exposición tóxica calculados (TER) para organismos acuáticos indican algunos riesgos por el rociado. 
La aplicación con una zona barrera de 5 m reduce el factor de riesgo a niveles aceptables.
El DNOC es altamente tóxico para las abejas de miel pero parece que la exposición es baja, los coeficientes de peligro para las abejas indican bajo riesgo. El TER para las lombrices (LC50 a 17 mg/kg terreno) indica riesgo moderado siguiendo el uso del DNOC como desecante.
La alta toxicidad aguda del DNOC para aves y mamíferos es improbable que se manifieste en el medio ambiente porque la exposición es probable que sea baja. Esta conclusión está sostenida por limitados informes de incidentes en el campo. No son posibles ulteriores descripciones de riesgos porque la información en el campo sobre residuos y efectos no está disponible.
Los grados de exposición tóxica calculados (TER) para los organismos acuáticos indican algún riesgo por el desplazamiento casual del spray. La aplicación con una zona barrera de 5 m reduce los factores de riesgo a niveles aceptables.